# Carcelia rubrella
Carcelia rubrella är en tvåvingeart som beskrevs av Robineau-desvoidy 1830. Carcelia rubrella ingår i släktet Carcelia och familjen parasitflugor. Inga underarter finns listade i Catalogue of Life.